# Juršinci
Juršinci so obcestno naselje v Občini Juršinci. Ležijo v Slovenskih goricah na razvodju rek Drave in
Mure ob cesti Ptuj - Radenci na pobočju doline potoka Krka.
V Juršincih je bila leta 1906 ustanovljena prva trsničarska zadruga za spodnjo Štajersko. Pridelovanje trsnih cepljenk je bilo 1941 prekinjeno in je 1945 ponovno zaživelo. Trsničarstvo ima pomembno vlogo pri obnovi vinogradov s kakovostnimi sadikami.

## Izvor krajevnega imena
Izpeljano iz hipokoristika Jurša ali Juriša, kar se oboje ohranja kot priimek. Hipokoristika sta tvorjena iz svetniškega imena Jurij.  Krajevno ime torej prvotno pomeni 'prebivalci Jur(i)ševega naselja'. V starih listinah se kraj omenja leta  1320 kot Georgendorf, 1409 Jorgendorfferperg in 1460 Jorgendorffer grunt.

## Znani krajani
- Janez Puh, izumitelj in tovarnar
- Anton Slodnjak, literarni zgodovinar, kritik, pisatelj in prešernoslovec
- Janža Toplak, trsničar in organizator društvenega delovanja
- Ludvik Toplak, pravnik, rektor in diplomat
- Simon Toplak, trsničar in politik
- Dejan Zavec, boksar